# Mina Celentano
Mina Celentano, lançado em 1998 pelo Clan Celentano e PDU, é um álbum em conjunto idealizado e lançado pelos cantores italianos Mina Mazzini e Adriano Celentano.

## O disco
Junto a Attila (1979), é o disco mais vendido da carreira de mais de cinquenta anos de Mina, alcançando pouco tempo depois do lançamento um milhão de cópias vendidas, número que hoje estima-se chegar aos dois milhões. O disco tem dez canções (em sua maioria inéditas) cujos temas centrais são o amor. O disco foi vendido junto de uma história em quadrinhos onde os cantores viraram personagens, realizada por Gianni Ronco. O encarte do álbum traz diversas fotos das sessões de escritura, gravação e produção do disco, onde aparecem Mina, Celentano e outras pessoas relacionadas aos processos.
O disco foi o mais vendido do ano de 1998 na Itália e detém a marca de ser o segundo mais vendido na história do país. O disco que Celentano lançou após este foi de igual sucesso, também tendo chegado à marca de dois milhões de cópias vendidas.«IFPI Platinum Europe Awards – 1999». Federação Internacional da Indústria Fonográfica. Consultado em 28 dezembro 2015
Pouco tempo depois, uma versão especial do disco, com o título de Mina Celentano - Buon Natale, foi lançada. O conteúdo do disco é o mesmo, porém a arte da capa mudou (os artistas eram retratados como patos em um cenário natalino) e um CD-ROM chamado "Molly e destino solitario", onde os protagonistas das histórias em quadrinhos aparecem em ação. Uma versão de verão também foi lançada, mostrando os dois personagens na praia, debaixo de um guarda-sol.
Duas canções do disco (Specchi riflessi e Io ho te) foram gravadas previamente pelos seus autores, o grupo Audio2, que já escreveram diversas outras canções para Mina. O filho da cantora, Massimiliano Pani, também figura nos créditos do disco, sendo autor de uma das músicas (Messagio d'amore) e responsável pelo arranjo de outras.
Todas as canções do disco são duetos, exceto Io ho te e Dolly, cantadas respectivamente por Mina e por Celentano sozinhos.
O disco foi idealizado por Adriano Celentano e proposto a Mina, que adorou a ideia. O projeto original seria um trio entre Mina, Celentano e Lucio Battisti (falecido pouco tempo depois do lançamento do disco), e seu nome original seria H2O. Battisti não aderiu ao projeto por estar empenhado em trabalhos próprios.
Em 2007, Mina regravou as músicas Acqua e sale e Brivido felino em seu álbum Todavia, essas novas versões tendo os nomes Agua y sal e Corazón felino e cantadas, respectivamente, con Miguel Bosé e Diego Torres.
"Che t'aggia di' " destoa do restante do disco por ser cantada no dialeto da cidade de Foggia, idioma conhecido por Celentano devido a sua mãe ter vivido na região.

## Lista de faixas
| N.º            | Título                                 | Letras                                | Música                                | Duração |  |
| 1.             | "Acqua e sale"                         | Giovanni Donzelli, Vincenzo Leomporro | Giovanni Donzelli, Vincenzo Leomporro | 4:42    |  |
| 2.             | "Brivido felino"                       | Paolo Audino                          | Stefano Cenci                         | 3:44    |  |
| 3.             | "Io non volevo"                        | Adriano Celentano                     | Adriano Celentano                     | 4:04    |  |
| 4.             | "Specchi riflessi"                     | Giovanni Donzelli, Vincenzo Leomporro | Giovanni Donzelli, Vincenzo Leomporro | 4:59    |  |
| 5.             | "Dolce fuoco dell'amore"               | Giulia Fasolino                       | Giulia Fasolino                       | 4:39    |  |
| 6.             | "Che t'aggia di"                       | Adriano Celentano                     | Adriano Celentano                     | 5:09    |  |
| 7.             | "Io ho te" (Apenas por Mina)           | Giovanni Donzelli, Vincenzo Leomporro | Giovanni Donzelli, Vincenzo Leomporro | 4:54    |  |
| 8.             | "Dolly" (Apenas por Adriano Celentano) | Adriano Celentano                     | Marco Vaccaro                         | 4:46    |  |
| 9.             | "Sempre sempre sempre"                 | Luigi Albertelli                      | Enrico Riccardi                       | 4:46    |  |
| 10.            | "Messaggio d'amore"                    | Massimiliano Pani                     | Massimiliano Pani                     | 2:36    |  |
| Duração total: | Duração total:                         | Duração total:                        | Duração total:                        | 45:16   |  |

## Desempenho nas paradas
| Local (1998)                                | Posição máxima |
| ------------------------------------------- | -------------- |
| Itália                                      | 1              |
| Suíça                                       | 39             |
| Classificação de fim de ano italiana (1998) | Posição        |
| Classificação italiana                      | 1              |

### Classificação suíça
| Posição | 48 | 47 | 46 | 44 | 39 | 40 | 50 |

## Músicos

### Artistas
- Mina e Adriano Celentano - vocais

### Arranjos
- Massimiliano Pani
- Massimiliano Pani, Adriano Celentano - faixa 6
- Marco Vaccaro - faixa 8

### Outros músicos
- Danilo Rea - piano, fender, acordeão
- Nicolò Fragile, Massimiliano Pani - teclados
- Alfredo Golino, Maurizio Dei Lazzaretti - baterias
- Massimo Moriconi - baixo
- Giorgio Cocilovo, Umberto Fiorentino, Paolo Gianolio, Massimo Varini - guitarra (guitarra clássica, guitarra elétrica, synth)
- Adriano Celentano, Emanuela Cortesi, Stefano De Maco, Giulia Fasolino, Moreno Ferrara, Massimiliano Pani, Silvio Pozzoli, Simonetta Robbiani, Paul Rosette - backing vocals